# Bradley Walker Tomlin
Bradley Walker Tomlin (Syracuse (New York), 19 augustus 1899 - New York, 11 mei 1955) was een Amerikaans kunstschilder en een exponent van het abstract expressionisme van de New York School.
Tomlin studeerde van 1917 tot 1921 aan het College of Fine Arts van de Syracuse University, waarna hij naar New York vertrok. Van 1923 tot 1924 studeerde hij aan de Académie Colarossi en de Grande Chaumière in Parijs, wat hem mogelijk was gemaakt door een stipendium. Ook in 1926 verbleef Tomlin enige tijd in Europa; in Engeland, Italië, Zwitserland, en Parijs.
Terug in de Verenigde Staten werd Tomlin lid van de Whitney Studio Club. Na een periode waarin hij decoratief-kubistisch werk maakte, stond hij rond 1940 sterk onder invloed van het synthetisch-kubisme, en werd in zijn werk de zichtbare werkelijkheid op een caleidoscopische manier vervormd. In 1945 ontmoette hij Adolph Gottlieb, Robert Motherwell, Philip Guston en Jackson Pollock, en raakte Tomlin betrokken bij het abstract expressionisme. Omstreeks 1946 bereikte hij zijn eigen stijl. In deze werken combineert Tomlin ordening, harmonie en precisie met de losheid van kalligrafische tekens, die hij als witte linten met de geometrische, ritmische structuur verbindt.
Tomlin stierf in 1955, na een bezoek aan Jackson Pollock, op 55-jarige leeftijd in St. Vincent's Hospital in New York aan een hartaanval.

## Exposities
Tomlins werk maakte deel uit van een aantal gezichtsbepalende tentoonstellingen aangaande het abstract expressionisme, o.a.:
- "The New American Painting", georganiseerd door Dorothy C. Miller, een expositie die in 1958 en 1959 langs acht grote Europese hoofdsteden reisde
- "New York School - The First Generation Painting of the 1940s and 1950s", van het Los Angeles County Museum of Art in 1965
- "New American Painting and Sculpture", Museum of Modern Art, New York, in 1969